# Литвин Павло Григорович
Павло Григорович Литвин (1880, Чернігівщина — 1938) — художник.

## Біографія
Народився в 1880 році на Чернігівщині. Розписував церкви в Ніжині, Ржищеві та інших містах. В 1923 році написав на весь зріст портрет В. Леніна для Міськради Києва і портрет сина професора Голубєва — Володимира.
Помер у 1938 році. Похований в Києві на Лук'янівському цвинтарі (ділянка № 38).